# 尾山台
尾山台（日语：／ Oyamadai */?）是東京都世田谷區的地名，下分一丁目至三丁目。郵遞區號158-0086。

## 地理
位於世田谷區南部，屬玉川地域。西與北鄰等等力，東接奧澤，東南連玉川田園調布，南通大田區田園調布，西南接玉堤。町內有東急大井町線尾山台站，站前為HAPPY ROAD尾山台商店街（ハッピーロード尾山台商店街）。

## 歷史

### 地名由來
江戶中期此地稱為「小山村」。明治中期，為了與同為荏原郡的另一個小山（現在的武藏小山）區隔，更名為同音的「尾山」。小山意指國分寺崖線的高地、山丘。

## 設施
- 東京都市大學（舊武藏工業大學）世田谷校區

## 備註
1. ↑  平成25年（2013年）の世田谷区の町丁別人口と世帯数 - 世田谷区

## 外部連結
- 世田谷區官方網站 （页面存档备份，存于）
- HAPPY ROAD尾山台官方網站 （页面存档备份，存于）